# ビドヤ・デビ・バンダリ
ビドヤ・デビ・バンダリ（ネパール語: विद्यादेवी भण्डारी または विद्या देवी भण्डारी, IAST: Vidyā Devī Bhaṇḍārī, 1961年6月19日 -）は、ネパールの女性運動家、政治家。2015年にネパール連邦民主共和国大統領に就任した。英語表記では Bidhya (Bidya) Devi Bhandari など。

## 生涯
1961年、ネパール王国東部のコシ県ボジプール郡にある村にビドヤ・パンデイという名で誕生する。1970年代末の学生時代から政治運動に加わり、1980年にネパール共産党マルクス・レーニン主義派に入党した。1981年、後にネパール共産党統一マルクス・レーニン主義派（統一共産党）書記長となるマダン・クマール・バンダリと結婚する。結婚後は政治から遠ざかっていたが、1993年に夫がチトワン郡での不審な交通事故で死亡したことをきっかけに政界に復帰、1994年のネパール総選挙では首都カトマンズの選挙区から立候補し、ネパール会議派の党首で元・首相のクリシュナ・プラサード・バッタライを破り当選する。
2009年から統一共産党の副議長となり、また同年5月29日から2011年2月6日までマーダブ・クマール・ネパール内閣において国防相を務めた。
2015年10月28日、ネパール制憲議会による第2代大統領選挙が実施された。549の投票のうちバンダリの得票数は327、対立候補だったネパール会議派のクル・バハドゥール・グルングの票数は214、無効票は8という結果になりバンダリが当選した。翌日の10月29日に就任し、ネパール初の女性大統領となった。
ネパールでは2015年9月20日、2008年の王政廃止から7年目にして新憲法が公布されており、憲法には下院議員の3分の1は女性が占めることや大統領を儀礼的な国家元首とし、大統領・副大統領のいずれか一方は女性とすることが規定されていた。初代大統領のラムバラン・ヤーダブは7年間その地位に留まっていたが、2015年の新憲法では大統領の任期は5年と定められている。
バンダリの大統領就任に前後して、2015年9月12日には統一共産党議長のカドガ・プラサード・シャルマ・オリが首相になり、同年10月31日にはネパール人民解放軍の司令官ナンダ・キショール（バハドゥール）・プンが副大統領に就任している。
2018年3月13日の大統領選挙でクマリ・ラクスミ・ライ(Kumari Laxmi Rai)を破り再選。
2019年10月21日に迎賓館赤坂離宮で安倍晋三内閣総理大臣と会談を行い、翌22日の即位礼正殿の儀に参列した。